# Black Tie White Noise (single)
Black Tie White Noise is een nummer van de Britse muzikant David Bowie en de titeltrack van zijn album Black Tie White Noise uit 1993. Het nummer bevat gastvocalen van de r&b-zanger Al B. Sure! en werd in juni 1993 uitgebracht als de tweede single van het album.

## Achtergrond
Het nummer werd geïnspireerd door Bowie's verblijf in Los Angeles in april 1992, waar rellen ontstonden als reactie op het incident met taxichauffeur Rodney King, die met geweld werd gearresteerd door de politie. Het nummer is een goede samenvatting van het onderwerp van het album, waarbij met kritiek wordt gereageerd op het conformisme en corporaties. Bowie legde later uit dat het nummer ging over de eigen identiteit van de zwarte samenleving en hoe het niet moest worden geabsorbeerd door de witte samenleving.
Het is een van de meest door jazz en soul beïnvloede nummers op het album, in het bijzonder door de vocalen van gastzanger Al B. Sure!, alhoewel Lenny Kravitz naar verluidt de eerste keus was om het duet te zingen.
Als de tweede single van het album was het nummer commercieel een teleurstelling, waarbij het niet verder kwam dan de 36e plaats in het Verenigd Koninkrijk en de 74e plaats in Australië, en in de Verenigde Staten niet eens de hitlijsten haalde ondanks een goede promotiecampagne.

## Videoclip
Mark Romanek regisseerde een videoclip voor deze single, met een montage van Afro-Amerikaanse jeugd die speelt in het stedelijke deel van Los Angeles, met tussendoor enkele shots van Bowie in een blauw pak met een saxofoon en Al B. Sure! die zingt. De video probeerde om Bowie's beeld achter het nummer te bevatten: meerdere etnische groepen die naast elkaar leven met hun eigen identiteit en die elkaar niet proberen te absorberen.

## Tracklijst
- "Black Tie White Noise" geschreven door Bowie, "You've Been Around" geschreven door Bowie en Reeves Gabrels.

7"-versie
1. "Black Tie White Noise (Radio Edit)" - 4:10
2. "You've Been Around (Dangers Remix)" - 4:24

12"-versie
1. "Black Tie White Noise (Extended Remix)" - 8:12
2. "Black Tie White Noise (Trance Mix)" - 7:15
3. "Black Tie White Noise (Album Version)" - 4:52
4. "Black Tie White Noise (Club Mix)" - 7:33
5. "Black Tie White Noise (Extended Urban Mix)" - 5:32

Cd-versie
1. "Black Tie White Noise (Radio Edit)" - 4:10
2. "Black Tie White Noise (Extended Remix)" - 8:12
3. "Black Tie White Noise (Urban Mix)" - 4:03
4. "You've Been Around (Dangers Remix)" - 4:24

Commerciële cd-versie (Verenigde Staten)
1. "Black Tie White Noise (Waddell's Mix)" - 4:12
2. "Black Tie White Noise (3rd Floor Mix)" - 3:42
3. "Black Tie White Noise (Al B. Sure! Mix)" - 4:03
4. "Black Tie White Noise (Album Version)" - 4:52
5. "Black Tie White Noise (Club Mix)" - 7:33
6. "Black Tie White Noise (Digi Funky's Lush Mix)" - 5:44
7. "Black Tie White Noise (Supa Pump Mix)" - 6:36

Promotionele 12"-versie voor DJ's (Verenigde Staten)
1. "Black Tie White Noise (Extended Remix)" - 8:12
2. "Black Tie White Noise (Club Mix)" - 7:33
3. "Black Tie White Noise (Trance Mix)" - 7:15
4. "Black Tie White Noise (Digi Funky's Lush Mix)" - 5:44
5. "Black Tie White Noise (Supa Pump Mix)" - 6:36
6. "Black Tie White Noise (Funky Crossover Mix)" - 3:45
7. "Black Tie White Noise (Extended Urban Remix)" - 5:32

Promotionele cd-versie voor dj's (Verenigde Staten)
1. "Black Tie White Noise (Chr Mix 1)" - 3:43
2. "Black Tie White Noise (Chr Mix 2)" - 4:12
3. "Black Tie White Noise (Churban Mix)" - 3:45
4. "Black Tie White Noise (Urban Mix)" - 4:03
5. "Black Tie White Noise (Album edit)" - 4:10

## Muzikanten
- David Bowie: zang
- Al B. Sure!: zang
- Nile Rodgers: gitaar
- Barry Campbell: basgitaar
- Sterling Campbell: drums
- Richard Hilton: keyboard
- Lester Bowie: trompet
- Reeves Gabrels: gitaar op "You've Been Around"